# Primero de Mayo, Jáltipan
Primero de Mayo är en ort i Mexiko.   Den ligger i kommunen Jáltipan och delstaten Veracruz, i den sydöstra delen av landet, 500 km öster om huvudstaden Mexico City. Primero de Mayo ligger 52 meter över havet och antalet invånare är 142.
Terrängen runt Primero de Mayo är huvudsakligen platt. Primero de Mayo ligger uppe på en höjd. Runt Primero de Mayo är det tätbefolkat, med 591 invånare per kvadratkilometer. Närmaste större samhälle är Minatitlán, 16,7 km öster om Primero de Mayo. Omgivningarna runt Primero de Mayo är en mosaik av jordbruksmark och naturlig växtlighet.